# Turn- und Spielvereinigung Koblenz 1911 2008-2009
Questa voce raccoglie le informazioni riguardanti il Turn- und Spielvereinigung Koblenz 1911 nelle competizioni ufficiali della stagione 2008-2009.

## Stagione
Nella stagione 2008-2009 il Coblenza, allenato da Uwe Rapolder, concluse il campionato di 2. Bundesliga al 14º posto. In Coppa di Germania il Coblenza fu eliminato al primo turno dall'Oberneuland.

## Rosa
| N. |                                 | Ruolo | Calciatore         |
| -- | ------------------------------- | ----- | ------------------ |
| 31 | Germania (bandiera)             | P     | Marcus Rickert     |
| 33 | Germania (bandiera)             | P     | André Weis         |
| 1  | Stati Uniti (bandiera)          | P     | David Yelldell     |
| 5  | Bosnia ed Erzegovina (bandiera) | D     | Branimir Bajić     |
| 22 | Corea del Sud (bandiera)        | D     | Cha Du-ri          |
| 8  | Germania (bandiera)             | D     | Martin Forkel      |
| 6  | Germania (bandiera)             | D     | Manuel Hartmann    |
| 13 | Serbia (bandiera)               | D     | Marko Lomić        |
| 24 | Slovenia (bandiera)             | D     | Matej Mavrič       |
| 15 | Germania (bandiera)             | D     | Dominique Ndjeng   |
| 25 | Burkina Faso (bandiera)         | D     | Alassane Ouédraogo |
| 18 | Germania (bandiera)             | D     | Andreas Richter    |
| 3  | Germania (bandiera)             | D     | Frank Wiblishauser |
| 28 | Germania (bandiera)             | C     | Lars Bender        |
| 19 | Montenegro (bandiera)           | C     | Ardijan Djokaj     |
| 7  | Germania (bandiera)             | C     | Salvatore Gambino  |
| 27 | Germania (bandiera)             | C     | Johannes Göderz    |
| 30 | Germania (bandiera)             | C     | Dominik Mader      |

| N. |                                 | Ruolo | Calciatore         |
| -- | ------------------------------- | ----- | ------------------ |
| 23 | Bosnia ed Erzegovina (bandiera) | C     | Darko Maletić      |
| 26 | Grecia (bandiera)               | C     | Evangelos Nessos   |
| 32 | Germania (bandiera)             | C     | Patrick Schmidt    |
| 38 | Germania (bandiera)             | C     | Michael Stahl      |
| 17 | Ungheria (bandiera)             | C     | Zoltán Stieber     |
| 21 | Slovenia (bandiera)             | C     | Goran Šukalo       |
| 4  | Germania (bandiera)             | C     | Rüdiger Ziehl      |
| 29 | Algeria (bandiera)              | A     | Noureddine Daham   |
| 20 | Germania (bandiera)             | A     | Manuel Fischer     |
| 39 | Germania (bandiera)             | A     | Jan Hawel          |
| 10 | Germania (bandiera)             | A     | Emmanuel Krontiris |
| 9  | Finlandia (bandiera)            | A     | Njazi Kuqi         |
| 36 | Camerun (bandiera)              | A     | Cesar M'Boma       |
| 14 | Germania (bandiera)             | A     | Tayfun Pektürk     |
| 16 | Albania (bandiera)              | A     | Renaldo Rama       |
| 35 | Stati Uniti (bandiera)          | A     | Matthew Taylor     |
| 11 | Albania (bandiera)              | A     | Fatmir Vata        |

## Organigramma societario
Area tecnica
- Allenatore: Uwe Rapolder
- Allenatore in seconda: Colin Bell, Uwe Koschinat
- Preparatore dei portieri: Peter Auer
- Preparatori atletici:

## Risultati

### 2. Bundesliga

#### Girone di andata
| Arbitro: | Schmidt |

|                              |           |  |
| Ziehl 9’ Taylor 26’ Kuqi 82’ | Marcatori |  |

| Francoforte sul Meno 22 agosto 2008, ore 18:00 CEST 2ª giornata | FSV Francoforte | 0 – 0 referto | Coblenza | Commerzbank-Arena (8 172 spett.)\| Arbitro: \| Metzen \| |
| Arbitro:                                                        | Metzen          |               |          |                                                          |

| Coblenza 31 agosto 2008, ore 14:00 CEST 3ª giornata | Coblenza | 0 – 0 referto | Wehen Wiesbaden | Stadion Oberwerth (7 957 spett.)\| Arbitro: \| Henschel \| |
| Arbitro:                                            | Henschel |               |                 |                                                            |

| Arbitro: | Steuer |

|                                          |           |                                     |
| Allagui 12’, 33’ Iličević 44’ Nehrig 86’ | Marcatori | 31’ Djokaj 55’ Krontiris 70’ Mavrič |

| Arbitro: | Zwayer |

|                                |           |            |
| Begeorgi 38’ Mavrič 41’ (rig.) | Marcatori | 21’ Werner |

| Arbitro: | Schalk |

|            |           |  |
| Sykora 27’ | Marcatori |  |

| Arbitro: | Kinhöfer |

|                                                      |           |  |
| Taylor 11’, 20’, 86’ Mavrič 51’ (rig.) Krontiris 59’ | Marcatori |  |

| Arbitro: | Grudzinski |

| |           |  |
| Orestes 21’, 53’ Schindler 28’ Kern 32’, 76’ Richter 63’ (aut.) Bartels 66’ Lense 81’ Lechleiter 90’ | Marcatori |  |

| Arbitro: | Steinhaus |

|          |           |               |
| Kuqi 83’ | Marcatori | 2’ Engelhardt |

| Arbitro: | Schriever |

|             |           |  |
| Gebhart 70’ | Marcatori |  |

| Arbitro: | Hartmann |

|               |           |             |
| Krontiris 62’ | Marcatori | 78’ Makiadi |

| Arbitro: | Dingert |

|                          |           |  |
| Milchraum 18’ Németh 21’ | Marcatori |  |

| Arbitro: | Rafati |

|  |           |                                                |
|  | Marcatori | 33’ (aut.) Mavrič 52’ Baljak 56’ (rig.) Karhan |

| Arbitro: | Schößling |

|              |           |             |
| Bechmann 89’ | Marcatori | 53’ Richter |

| Arbitro: | Walz |

|                                                 |           |                   |
| Mavrič 28’ (rig.) Krontiris 34’, 40’ Taylor 84’ | Marcatori | 31’ (rig.) Toborg |

| Arbitro: | Welz |

|                              |           |                            |
| Ludwig 10’ Sako 84’ Eger 90’ | Marcatori | 39’ Vata 71’ (rig.) Mavrič |

| Arbitro: | Thielert |

|  |           |          |
|  | Marcatori | 16’ Karl |

#### Girone di ritorno
| Oberhausen 30 gennaio 2009, ore 18:00 CET 18ª giornata | RW Oberhausen | 0 – 0 referto | Coblenza | Niederrheinstadion (4 546 spett.)\| Arbitro: \| Aytekin \| |
| Arbitro:                                               | Aytekin       |               |          |                                                            |

| Arbitro: | Kempter |

|               |           |                                      |
| Krontiris 27’ | Marcatori | 35’ Kreuz 38’ Cenci 84’ Shapourzadeh |

| Arbitro: | Bandurski |

|           |           |                           |
| Šimac 66’ | Marcatori | 38’, 59’ Kuqi 45’ Stieber |

| Arbitro: | Schriever |

|                             |           |  |
| Šukalo 34’, 43’ Stieber 57’ | Marcatori |  |

| Arbitro: | Fritz |

|  |           |                            |
|  | Marcatori | 1’ (aut.) Sinkala 33’ Vata |

| Arbitro: | Sippel |

|                                     |           |  |
| Stieber 26’ Krontiris 36’ Ziehl 75’ | Marcatori |  |

| Arbitro: | Kempter |

|                         |           |          |
| Jendrišek 16’ Džaka 68’ | Marcatori | 19’ Kuqi |

| Arbitro: | Fischer |

|         |           |              |
| Cha 20’ | Marcatori | 9’ Schindler |

| Arbitro: | Grudzinski |

|                        |           |  |
| Mintál 36’, 75’ (rig.) | Marcatori |  |

| Arbitro: | Thielert |

|                            |           |                               |
| Maletić 4’ Taylor 33’, 65’ | Marcatori | 54’ Lauth 66’ (aut.) Hartmann |

| Arbitro: | Schalk |

|                        |           |                                 |
| Wagner 16’ Makiadi 63’ | Marcatori | 30’ Stieber 70’ Fischer 90’ Cha |

| Arbitro: | Hartmann |

|  |           |                                |
|  | Marcatori | 58’ Oussalé 80’ (rig.) Lehmann |

| Arbitro: | Stark |

|                      |           |  |
| Bancé 17’ Karhan 90’ | Marcatori |  |

| Arbitro: | Weiner |

|                          |           |                                                              |
| Stieber 2’ Krontiris 33’ | Marcatori | 6’ Jäger 15’ Butscher 60’ Bechmann 74’ Idrissou 85’ Rodionov |

| Arbitro: | Aytekin |

|          |           |            |
| Naki 80’ | Marcatori | 85’ Mavrič |

| Arbitro: | Gräfe |

|                    |           |            |
| Šukalo 2’ Vata 37’ | Marcatori | 32’ Ebbers |

| Arbitro: | Schriever |

|                                                  |           |  |
| Wenczel 7’ Demir 29’ Neuendorf 67’ Wohlfarth 84’ | Marcatori |  |

### Coppa di Germania
| Arbitro: | Schriever |

|                                               |                      |                                               |
| Laabs 84’                                     | Marcatori            | 70’ Richter                                   |
| Kilicaslan Laabs Cornelius Aktas Fossi Pekrul | Tiri di rigore 5 – 4 | Mavrič Richter Fernández Lomić Bajić Hartmann |

## Statistiche

### Statistiche di squadra
| Competizione      | Punti | In casa | In casa | In casa | In casa | In casa | In casa | In trasferta | In trasferta | In trasferta | In trasferta | In trasferta | In trasferta | Totale | Totale | Totale | Totale | Totale | Totale | DR  |
| Competizione      | Punti | G       | V       | N       | P       | Gf      | Gs      | G            | V            | N            | P            | Gf           | Gs           | G      | V      | N      | P      | Gf     | Gs     | DR  |
| ----------------- | ----- | ------- | ------- | ------- | ------- | ------- | ------- | ------------ | ------------ | ------------ | ------------ | ------------ | ------------ | ------ | ------ | ------ | ------ | ------ | ------ | --- |
| 2. Bundesliga     | 41    | 17      | 8       | 4       | 5       | 31      | 22      | 17           | 3            | 4            | 10           | 16           | 35           | 34     | 11     | 8      | 15     | 47     | 57     | -10 |
| Coppa di Germania | -     | 0       | 0       | 0       | 0       | 0       | 0       | 1            | 0            | 1            | 0            | 1            | 1            | 1      | 0      | 1      | 0      | 1      | 1      | 0   |
| Totale            | -     | 17      | 8       | 4       | 5       | 31      | 22      | 18           | 3            | 5            | 10           | 17           | 36           | 35     | 11     | 9      | 15     | 48     | 58     | -10 |

### Andamento in campionato
| Giornata  | 1  | 2  | 3  | 4  | 5  | 6  | 7  | 8  | 9  | 10 | 11 | 12 | 13 | 14 | 15 | 16 | 17 | 18 | 19 | 20 | 21 | 22 | 23 | 24 | 25 | 26 | 27 | 28 | 29 | 30 | 31 | 32 | 33 | 34 |
| --------- | -- | -- | -- | -- | -- | -- | -- | -- | -- | -- | -- | -- | -- | -- | -- | -- | -- | -- | -- | -- | -- | -- | -- | -- | -- | -- | -- | -- | -- | -- | -- | -- | -- | -- |
| Luogo     | C  | T  | C  | T  | C  | T  | C  | T  | C  | T  | C  | T  | C  | T  | C  | T  | C  | T  | C  | T  | C  | T  | C  | T  | C  | T  | C  | T  | C  | T  | C  | T  | C  | T  |
| Risultato | V  | N  | N  | P  | V  | P  | V  | P  | N  | P  | N  | P  | P  | N  | V  | P  | P  | N  | P  | V  | V  | V  | V  | P  | N  | P  | V  | V  | P  | P  | P  | N  | V  | P  |
| Posizione | 12 | 14 | 14 | 17 | 11 | 12 | 11 | 14 | 14 | 15 | 16 | 17 | 17 | 17 | 16 | 16 | 16 | 18 | 18 | 17 | 15 | 13 | 13 | 13 | 14 | 14 | 14 | 12 | 13 | 15 | 16 | 15 | 13 | 14 |

Legenda:

Luogo: C = Casa; T = Trasferta. Risultato: V = Vittoria; N = Pareggio; P = Sconfitta.

### Statistiche dei giocatori
| Giocatore       | 2. Bundesliga | 2. Bundesliga | 2. Bundesliga | 2. Bundesliga | Coppa di Germania | Coppa di Germania | Coppa di Germania | Coppa di Germania | Totale   | Totale | Totale      | Totale     |
| Giocatore       | Presenze      | Reti          | Ammonizioni   | Espulsioni    | Presenze          | Reti              | Ammonizioni       | Espulsioni        | Presenze | Reti   | Ammonizioni | Espulsioni |
| --------------- | ------------- | ------------- | ------------- | ------------- | ----------------- | ----------------- | ----------------- | ----------------- | -------- | ------ | ----------- | ---------- |
| M. Rickert      | 4             | 0             | 1             | 0             | -                 | -                 | -                 | -                 | 4        | 0      | 1           | 0          |
| A. Weis         | -             | -             | -             | -             | -                 | -                 | -                 | -                 | -        | -      | -           | -          |
| D. Yelldell     | 30            | 0             | 1             | 0             | 1                 | 0                 | 0                 | 0                 | 31       | 0      | 1           | 0          |
| B. Bajić        | 30            | 0             | 11            | 1             | 1                 | 0                 | 0                 | 0                 | 31       | 0      | 11          | 1          |
| D. Cha          | 33            | 2             | 0             | 0             | 1                 | 0                 | 1                 | 0                 | 34       | 2      | 1           | 0          |
| M. Forkel       | 7             | 0             | 0             | 0             | -                 | -                 | -                 | -                 | 7        | 0      | 0           | 0          |
| M. Hartmann     | 30            | 0             | 5             | 0             | 1                 | 0                 | 0                 | 0                 | 31       | 0      | 5           | 0          |
| M. Lomić        | 23            | 0             | 5             | 1             | 1                 | 0                 | 0                 | 0                 | 24       | 0      | 5           | 1          |
| M. Mavrič       | 31            | 6             | 7             | 1             | 1                 | 0                 | 0                 | 0                 | 32       | 6      | 7           | 1          |
| D. Ndjeng       | 5             | 0             | 1             | 0             | -                 | -                 | -                 | -                 | 5        | 0      | 1           | 0          |
| A. Ouédraogo    | 9             | 0             | 1             | 0             | 1                 | 0                 | 0                 | 0                 | 10       | 0      | 1           | 0          |
| A. Richter      | 22            | 1             | 3             | 0             | 1                 | 1                 | 0                 | 0                 | 23       | 2      | 3           | 0          |
| F. Wiblishauser | 20            | 0             | 2             | 0             | 1                 | 0                 | 0                 | 0                 | 21       | 0      | 2           | 0          |
| L. Bender       | 9             | 0             | 0             | 0             | 1                 | 0                 | 1                 | 0                 | 10       | 0      | 1           | 0          |
| A. Djokaj       | 12            | 1             | 2             | 0             | -                 | -                 | -                 | -                 | 12       | 1      | 2           | 0          |
| S. Gambino      | 2             | 0             | 0             | 0             | -                 | -                 | -                 | -                 | 2        | 0      | 0           | 0          |
| J. Göderz       | 2             | 0             | 0             | 0             | -                 | -                 | -                 | -                 | 2        | 0      | 0           | 0          |
| D. Mader        | 2             | 0             | 0             | 0             | -                 | -                 | -                 | -                 | 2        | 0      | 0           | 0          |
| D. Maletić      | 5             | 1             | 1             | 0             | -                 | -                 | -                 | -                 | 5        | 1      | 1           | 0          |
| E. Nessos       | -             | -             | -             | -             | -                 | -                 | -                 | -                 | -        | -      | -           | -          |
| P. Schmidt      | -             | -             | -             | -             | -                 | -                 | -                 | -                 | -        | -      | -           | -          |
| M. Stahl        | 3             | 0             | 0             | 0             | -                 | -                 | -                 | -                 | 3        | 0      | 0           | 0          |
| Z. Stieber      | 17            | 5             | 2             | 0             | -                 | -                 | -                 | -                 | 17       | 5      | 2           | 0          |
| G. Šukalo       | 15            | 3             | 3             | 0             | -                 | -                 | -                 | -                 | 15       | 3      | 3           | 0          |
| R. Ziehl        | 22            | 2             | 2             | 0             | 1                 | 0                 | 0                 | 0                 | 23       | 2      | 2           | 0          |
| N. Daham        | -             | -             | -             | -             | -                 | -                 | -                 | -                 | -        | -      | -           | -          |
| M. Fischer      | 10            | 1             | 2             | 0             | -                 | -                 | -                 | -                 | 10       | 1      | 2           | 0          |
| J. Hawel        | 2             | 0             | 0             | 0             | -                 | -                 | -                 | -                 | 2        | 0      | 0           | 0          |
| E. Krontiris    | 28            | 8             | 3             | 0             | 1                 | 0                 | 0                 | 0                 | 29       | 8      | 3           | 0          |
| N. Kuqi         | 29            | 5             | 2             | 1             | 1                 | 0                 | 0                 | 0                 | 30       | 5      | 2           | 1          |
| C. M'Boma       | 3             | 0             | 0             | 0             | -                 | -                 | -                 | -                 | 3        | 0      | 0           | 0          |
| T. Pektürk      | 9             | 0             | 1             | 0             | -                 | -                 | -                 | -                 | 9        | 0      | 1           | 0          |
| R. Rama         | 1             | 0             | 0             | 0             | -                 | -                 | -                 | -                 | 1        | 0      | 0           | 0          |
| M. Taylor       | 22            | 7             | 2             | 0             | -                 | -                 | -                 | -                 | 22       | 7      | 2           | 0          |
| F. Vata         | 14            | 3             | 4             | 0             | -                 | -                 | -                 | -                 | 14       | 3      | 4           | 0          |
| F. Begeorgi     | 11            | 1             | 4             | 1             | -                 | -                 | -                 | -                 | 11       | 1      | 4           | 1          |
| G. Fernández    | 8             | 0             | 0             | 0             | 1                 | 0                 | 0                 | 0                 | 9        | 0      | 0           | 0          |
| M. Parmak       | 3             | 0             | 2             | 0             | -                 | -                 | -                 | -                 | 3        | 0      | 2           | 0          |